# Rubáš nemá žádné kapsy
Rubáš nemá žádné kapsy (v originále Un linceul n'a pas de poches) je francouzský hraný film z roku 1974, který režíroval Jean-Pierre Mocky podle amerického románu No Pockets in a Shroud Horace McCoye z roku 1937.

## Děj
Novinář Michel Dolannes se rozhodne opustit noviny, kde pracuje, a vydávat vlastní týdeník, aby mohl bez omezení kritizovat a odhalovat nedostatky politického systému. Než bude odstraněn, vynese na světlo mnoho skandálů, když zaútočí na starostu města, který má poměr se čtrnáctiletým chlapcem, synem místního odboráře.

## Obsazení
| Jean-Pierre Mocky    | Michel Dolannes    |
| Myriam Mézières      | Mira Barnowski     |
| Jean-Pierre Marielle | doktor Carlille    |
| Jean Carmet          | komisař Bude       |
| Michel Constantin    | Culli              |
| Michel Serrault      | Justin Blesh       |
| Marisa Muxen         | Liliane Blesh      |
| Sylvia Kristel       | Avril              |
| Paul Muller          | Minecci            |
| Christian Duvaleix   | Jo                 |
| Michel Galabru       | Thomas             |
| Daniel Gélin         | Laurence           |
| Francis Blanche      | Nathaël Grissom    |
| Martine Sarcey       | paní Mardène       |
| Michael Lonsdale     | Raymond            |
| Pierre Gualdi        | Ferdinand Blesh    |
| Samson Fainsilber    | Gonzague           |
| Robert Berri         | komunista          |
| Jess Hahn            | Walter             |
| Jacques Duby         | Eckmann            |
| Alan Adair           | David              |
| Guy Denancy          | Bernard            |
| Carl Studer          | Raff               |
| Katia Romanoff       | zdravotní sestra   |
| Betty Beckers        | paní Carlille      |
| Liza Braconnier      | paní Culli         |
| Jean-Claude Rémoleux | režisér            |
| Georges Lucas        | herec              |
| Rudy Lenoir          | novinář            |
| Agostino Vasco       | Doudou             |
| Percival Russel      | boxer              |
| Georges Bouvier      | typograf           |
| Pierre Raffo         | inspektor          |
| Lisa Livane          | Anne-Marie Minecci |
| Jean-Claude Réminiac | novinář            |

## Ocenění
- César: nominace v kategorii nejlepší filmová hudba (Paul de Senneville a Olivier Toussaint)